# Andesien
Het mineraal andesien is een natrium-calcium-aluminium-tectosilicaat met de chemische formule (Na,Ca)(Si,Al)4O8. Het behoort tot de veldspaten.

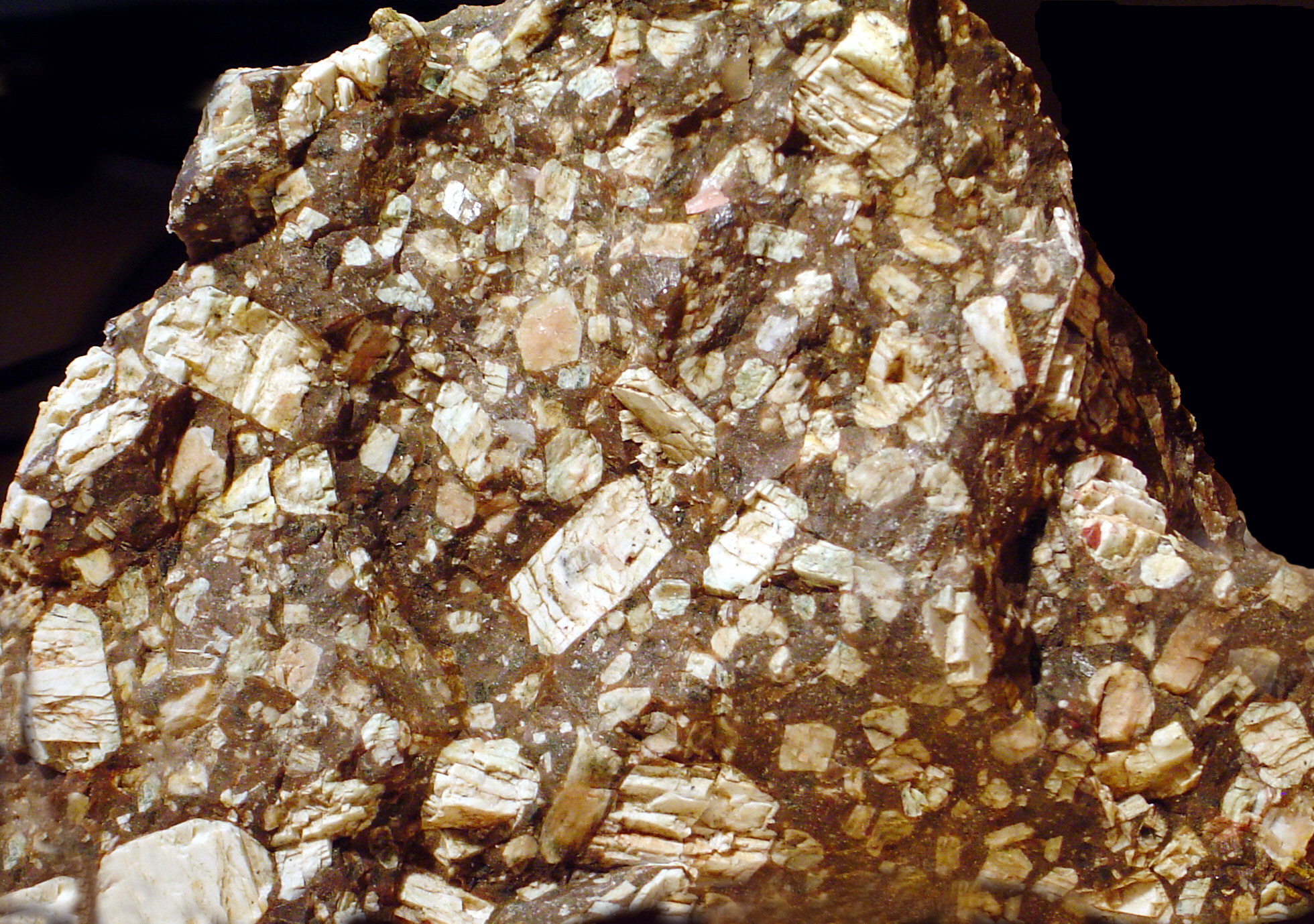
Andesien

## Eigenschappen
Het kleurloze, witte, grijze of geelgroene andesien heeft een glasglans, een witte streepkleur, een perfecte splijting volgens kristalvlak [001] en een goede volgens [010]. De gemiddelde dichtheid is 2,67 en de hardheid is 7. Het kristalstelsel is triklien en het mineraal is noch radioactief, noch magnetisch.

## Naamgeving
De naam van het mineraal andesien is afgeleid van het gebergte de Andes, waar het mineraal voor het eerst beschreven werd.

## Voorkomen
Andesien is een veel voorkomende veldspaat in metamorfe en stollingsgesteenten als pegmatiet. Het maakt onderdeel uit van de plagioklaas-reeks (albiet-anorthiet). De typelocatie van andesien bevindt zich in de Andes in Zuid-Amerika.